# Sunday Mba
Sunday Mba (Aba, 28 novembre 1988) è un ex calciatore nigeriano, di ruolo centrocampista.

## Carriera

### Club
Nel 2013 ha giocato 1 partita e segnato 1 gol nella CAF Champions League. Il 2 gennaio 2014 viene acquistato dal CA Bastia, squadra militante nella seconda divisione francese. L'11 gennaio fa il suo debutto nella sconfitta casalinga avvenuta per 3-0 contro il Niort. Chiude la stagione con 4 gol in 16 presenze. Successivamente gioca due campionati consecutivi col Malatyaspor, nella seconda divisione turca.

### Nazionale
Partecipa con la Nazionale nigeriana alla Coppa d'Africa 2013, segnando anche un gol nella partita vinta per 2-1 contro la Costa d'Avorio nei quarti di finale e segnando il gol decisivo nella finale, che regala la coppa ai nigeriani il 10 febbraio 2013.

## Statistiche

### Cronologia presenze e reti in nazionale
| Cronologia completa delle presenze e delle reti in nazionale ― Nigeria | Cronologia completa delle presenze e delle reti in nazionale ― Nigeria | Cronologia completa delle presenze e delle reti in nazionale ― Nigeria | Cronologia completa delle presenze e delle reti in nazionale ― Nigeria | Cronologia completa delle presenze e delle reti in nazionale ― Nigeria | Cronologia completa delle presenze e delle reti in nazionale ― Nigeria | Cronologia completa delle presenze e delle reti in nazionale ― Nigeria | Cronologia completa delle presenze e delle reti in nazionale ― Nigeria |
| Data                                                                   | Città                                                                  | In casa                                                                | Risultato                                                              | Ospiti                                                                 | Competizione                                                           | Reti                                                                   | Note                                                                   |
| ---------------------------------------------------------------------- | ---------------------------------------------------------------------- | ---------------------------------------------------------------------- | ---------------------------------------------------------------------- | ---------------------------------------------------------------------- | ---------------------------------------------------------------------- | ---------------------------------------------------------------------- | ---------------------------------------------------------------------- |
| 11-1-2012                                                              | Abuja                                                                  | Nigeria                                                                | 0 – 0                                                                  | Angola                                                                 | Amichevole                                                             | -                                                                      | Uscita                                                                 |
| 15-2-2012                                                              | Monrovia                                                               | Liberia                                                                | 0 – 2                                                                  | Nigeria                                                                | Amichevole                                                             | 2                                                                      | 70’                                                                    |
| 12-4-2012                                                              | Dubai                                                                  | Egitto                                                                 | 3 – 2                                                                  | Nigeria                                                                | Amichevole                                                             | 1                                                                      | 87’                                                                    |
| 23-5-2012                                                              | Lima                                                                   | Perù                                                                   | 1 – 0                                                                  | Nigeria                                                                | Amichevole                                                             | -                                                                      | 20’                                                                    |
| 15-8-2012                                                              | Niamey                                                                 | Niger                                                                  | 0 – 0                                                                  | Nigeria                                                                | Amichevole                                                             | -                                                                      | 46’                                                                    |
| 14-11-2012                                                             | Miami                                                                  | Nigeria                                                                | 1 – 3                                                                  | Venezuela                                                              | Amichevole                                                             | -                                                                      | 90+2’                                                                  |
| 29-1-2013                                                              | Rustenburg                                                             | Nigeria                                                                | 2 – 0                                                                  | Etiopia                                                                | Coppa d'Africa 2013 - 1º turno                                         | -                                                                      | 62’                                                                    |
| 3-2-2013                                                               | Durban                                                                 | Costa d'Avorio                                                         | 1 – 2                                                                  | Nigeria                                                                | Coppa d'Africa 2013 - Quarti di Finale                                 | 1                                                                      |                                                                        |
| 6-2-2013                                                               | Durban                                                                 | Nigeria                                                                | 4 – 1                                                                  | Mali                                                                   | Coppa d'Africa 2013 - Semifinale                                       | -                                                                      |                                                                        |
| 10-2-2013                                                              | Johannesburg                                                           | Nigeria                                                                | 1 – 0                                                                  | Burkina Faso                                                           | Coppa d'Africa 2013 - Finale                                           | 1                                                                      | 89’                                                                    |
| 23-3-2013                                                              | Calabar                                                                | Nigeria                                                                | 1 – 1                                                                  | Kenya                                                                  | Qual. Mondiali 2014                                                    | -                                                                      | 75’                                                                    |
| 1-6-2013                                                               | Houston                                                                | Messico                                                                | 2 – 2                                                                  | Nigeria                                                                | Amichevole                                                             | -                                                                      |                                                                        |
| 5-6-2013                                                               | Nairobi                                                                | Kenya                                                                  | 0 – 1                                                                  | Nigeria                                                                | Qual. Mondiali 2014                                                    | -                                                                      | 57’                                                                    |
| 12-6-2013                                                              | Windhoek                                                               | Namibia                                                                | 1 – 1                                                                  | Nigeria                                                                | Qual. Mondiali 2014                                                    | -                                                                      | 89’                                                                    |
| 17-6-2013                                                              | Belo Horizonte                                                         | Tahiti                                                                 | 1 – 6                                                                  | Nigeria                                                                | Conf. Cup 2013 - 1º turno                                              | -                                                                      | 57’                                                                    |
| 20-6-2013                                                              | Salvador                                                               | Nigeria                                                                | 1 – 2                                                                  | Uruguay                                                                | Conf. Cup 2013 - 1º turno                                              | -                                                                      | 66’                                                                    |
| 23-6-2013                                                              | Fortaleza                                                              | Nigeria                                                                | 0 – 3                                                                  | Spagna                                                                 | Conf. Cup 2013 - 1º turno                                              | -                                                                      | 64’                                                                    |
| 6-7-2013                                                               | Kaduna                                                                 | Nigeria                                                                | 4 – 1                                                                  | Costa d'Avorio                                                         | Qual. CHAN 2014                                                        | 2                                                                      |                                                                        |
| 27-7-2013                                                              | Abidjan                                                                | Costa d'Avorio                                                         | 2 – 0                                                                  | Nigeria                                                                | Qual. CHAN 2014                                                        | -                                                                      |                                                                        |
| 14-8-2013                                                              | Durban                                                                 | Sudafrica                                                              | 0 – 2                                                                  | Nigeria                                                                | Amichevole                                                             | -                                                                      | 46’                                                                    |
| 10-9-2013                                                              | Kaduna                                                                 | Nigeria                                                                | 4 – 1                                                                  | Burkina Faso                                                           | Amichevole                                                             | -                                                                      | 55’                                                                    |
| 28-10-2013                                                             | Amman                                                                  | Giordania                                                              | 1 – 0                                                                  | Nigeria                                                                | Amichevole                                                             | -                                                                      |                                                                        |
| 16-11-2013                                                             | Calabar                                                                | Nigeria                                                                | 2 – 0                                                                  | Etiopia                                                                | Qual. Mondiali 2014                                                    | -                                                                      | 58’                                                                    |
| Totale                                                                 |                                                                        | Presenze                                                               | 23                                                                     |                                                                        | Reti                                                                   | 7                                                                      |                                                                        |

## Palmarès

### Club

#### Competizioni nazionali
- Coppa di Nigeria: 1

Enyimba: 2005

### Nazionale
- Coppa d'Africa: 1

Sudafrica 2013